# 驟死賽
驟死賽，是指在一些競技中如果競技時間到時仍未能分出勝負，就以延長賽中先突破比數的那一方獲勝，驟死賽規則的好處是可以節省時間，尤其是對於運動商業轉播而言，另外還能讓延長時間的氣氛加溫。但有時驟死賽規則會讓運氣成份變高，讓比賽早早結束；另外驟死賽可能反而讓雙方不去進攻，而是選擇極其保守的打法。

## 相關
- 黃金入球
- 互射点球（PK大戰）
- 突破僵局制
- 延長賽